# Ваља Урсулуј (Валча)
Ваља Урсулуј (рум. Valea Ursului) насеље је у Румунији у округу Валча у општини Фартацешти. Oпштина се налази на надморској висини од 258 m.

## Становништво
Према подацима из 2002. године у насељу је живело 150 становника, од којих су сви румунске националности.